# Képviselőház (Magyar Királyság)
A magyar Képviselőház az egykori Országgyűlés két kamarájából az egyik, az alsóház volt. Ebben foglaltak helyet az ország minden részében megválasztott kisnemesi vagy polgári képviselők, a küldöttek.

## Története

### Előzmények
A magyar országgyűlés tagjai a 15. századig együttesen, „egy táblán” (jelentése „egy asztalnál”) folytatták tanácskozásaikat. Később az egységes nemességen belül a főnemesség (főrendi nemesség; hercegek, grófok, bárók) és a köznemesség fokozatosan elkülönült, a köznemesség saját követküldési jogot szerzett. Az országgyűlések idején ülésező Királyi tanács tevékenysége már ekkor körvonalazta a 17. századtól állandósuló felsőtáblát: a két tanácskozás a gyakorlatban egyre inkább mint az országgyűlés két táblája működött. E tárgyalásokat hely szerint is külön folytatták. 1526-ban a székesfehérvári országgyűlést a rendek a szabad ég alatt, a főurak a prépostsági épületben, az 1559-es és az 1565-ös pesti országgyűlésen az alsótábla ülését a ferences rend kolostorában, a felsőtábláét a prímásnál tartották. 1608-ban az országgyűlést hivatalosan is „két táblára” osztották, ekkor vált kétkamarássá a rendi országgyűlés.

### 1848-tól 1918-ig
1848. július 5-én, az 1848–49-es forradalom és szabadságharc alatt, az első népképviseleti országgyűlést Pesten, a Redoute koncerttermében tartották. Itt kért a július 11-ei ülésen Kossuth Lajos 200 000 főnyi katonát és ehhez szükséges „pénzerőt”, amelyet egyhangúlag megadtak. A Budai vár ostroma alatt a védő osztrákok Hentzi tábornok parancsára az épületet büntetésből szétlőtték. Ezek után a Magyar Nemzeti Múzeum szolgált képviselőházként, ahol elsősorban a felsőház ülésezett.

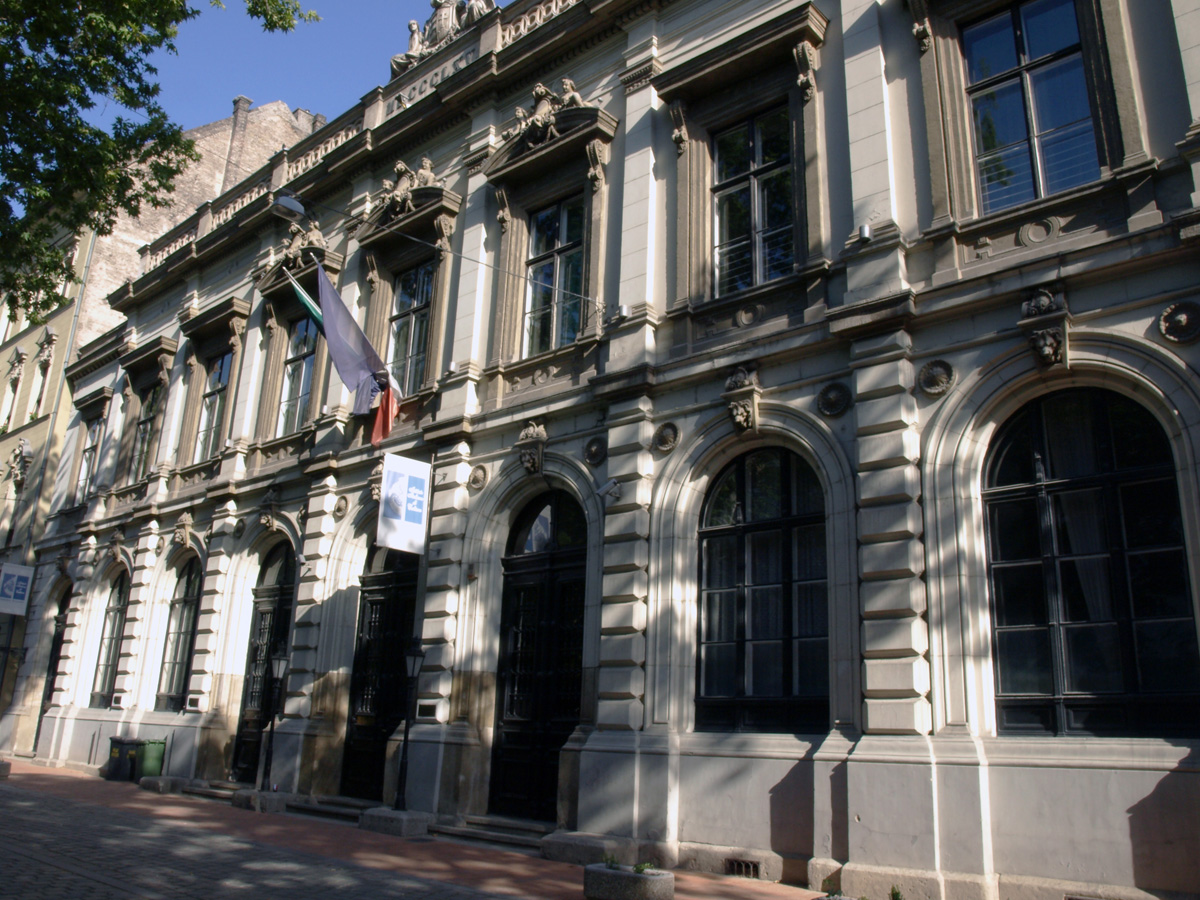
1865-től 1902-ig a Képviselőház (alsóház), ma a Budapesti Olasz Kultúrintézet épülete (Bródy S. u. 8.)

A budapesti Főherceg Sándor utcában 1865-től 1902-ig az alsóházi ülések, a Magyar Országgyűlés Képviselőháza, a pesti palotanegyedben található palota, a „régi” vagy „ideiglenes” képviselőház, a mai Bródy Sándor u. 8. sz. alatti Budapesti Olasz Kultúrintézet épülete (a húszezer forintos bankjegy hátoldalán látható) nagytermében zajlottak. Az Ybl Miklós által tervezett, 1865-ben átadott palotaépületet ideiglenes képviselőháznak szánták.
Az 1867. évi kiegyezés utáni Országgyűlés két kamarájából az alsóház még az említett képviselőházban, majd 1896-tól az Országház alsóházi termében ülésezett 1918. november 16-ig, az őszirózsás forradalomig, amikor feloszlatta magát.

### 1918-tól 1945-ig
1918-tól 1927-ig az országgyűlés egykamarás volt, Nemzetgyűlés néven. Ekkor ismét visszaállították a kétkamarás működést azzal a különbséggel, hogy a Főrendiház neve Felsőházra változott, és tagjai nem csupán főrendek és főpapok voltak, hanem több köztestület (a Magyar Tudományos Akadémia, egyetemek stb.) is választhattak főrendiházi tagokat.
1944 decembere és 1945 ősze között Ideiglenes Nemzetgyűlés működött. Az Országgyűlés akkor ült össze ismét, azóta egykamarás, és az alsóházi teremben ülésezik. A felsőházi üléstermet reprezentációs célokra használják.